# A-League 2014-2015
Il campionato di A-League 2014-2015 è stata la 10ª edizione della A-League, la massima divisione del campionato australiano di calcio. È iniziato il 10 ottobre 2014, la stagione regolare si è conclusa il 26 aprile 2015, mentre la finale per l'assegnazione del titolo è stata il 17 maggio 2015.
Il campionato è stato vinto per la decima volta nella sua storia dal Melbourne Victory, che nella finale ha sconfitto il Sydney FC.

## Stagione

### Novità
Il 5 giugno 2014 è stato comunicato ufficialmente che il Melbourne Heart è stato rinominato Melbourne City.

### Formato
Il campionato si compone di due fasi: la stagione regolare e la fase finale per l'assegnazione del titolo.

Nella stagione regolare le 10 squadre si affrontano tre volte con almeno una partita in casa e una in trasferta, per un totale di 27 giornate. al termine della stagione regolare le prime 6 classificate accedono alla fase finale e le prime due classificate accedono alla AFC Champions League 2016.

Nella fase finale le prime due classificate nella stagione regolare accedono direttamente alle semifinali. Nel primo turno in partita unica la terza classificata nella stagione regolare affronta la sesta, mentre la quarta affronta la quinta. Nelle semifinali la prima classificata affronta la vincente del primo turno col peggior piazzamento nella stagione regolare, mentre la seconda affronta quella col miglior piazzamento. Anche semifinali e finale si giocano in gara unica. La vincitrice della finale vince il campionato ed è ammessa alla AFC Champions League 2016.

### Avvenimenti
Il 10 aprile 2015 la FFA ha squalificato il Perth Glory dal partecipare alla fase finale per l'assegnazione del titolo e retrocesso al settimo posto, poiché il Perth Glory aveva violato la regolamentazione sulla salary cap.

## Squadre partecipanti
| Club               | Città            | Stadio                           | Risultato nella stagione 2013-2014 |
| ------------------ | ---------------- | -------------------------------- | ---------------------------------- |
| Adelaide Utd       | Adelaide         | Coopers Stadium                  | 6º posto in A-League               |
| Brisbane Roar      | Brisbane         | Suncorp Stadium                  | Campione d'Australia in carica     |
| C.C. Mariners      | Gosford          | Bluetongue Central Coast Stadium | 3º posto in A-League               |
| Melbourne City     | Melbourne        | AAMI Park                        | 10º posto in A-League              |
| Melbourne Victory  | Melbourne        | Etihad Stadium AAMI Park         | 4º posto in A-League               |
| Newcastle Jets     | Newcastle        | Hunter Stadium                   | 7º posto in A-League               |
| Perth Glory        | Perth            | nib Stadium                      | 8º posto in A-League               |
| Sydney FC          | Sydney           | Allianz Stadium                  | 5º posto in A-League               |
| Wellington Phoenix | Wellington (NZL) | Westpac Stadium                  | 9º posto in A-League               |
| Western Sydney     | Sydney           | Pirtek Stadium                   | 2º posto in A-League               |

## Allenatori
| Club               | Allenatore        | In carica da     |
| ------------------ | ----------------- | ---------------- |
| Adelaide Utd       | Josep Gombau      | 30 aprile 2013   |
| Brisbane Roar      | Frans Thijssen    | 10 ottobre 2014  |
| C.C. Mariners      | Phil Moss         | 5 dicembre 2014  |
| Melbourne City     | John van 't Schip | 30 dicembre 2013 |
| Melbourne Victory  | Kevin Muscat      | 31 ottobre 2013  |
| Newcastle Jets     | Phil Stubbins     | 5 maggio 2014    |
| Perth Glory        | Kenny Lowe        | 22 aprile 2013   |
| Sydney FC          | Graham Arnold     | 8 maggio 2014    |
| Wellington Phoenix | Ernie Merrick     | 20 maggio 2013   |
| Western Sydney     | Tony Popović      | 17 maggio 2012   |

## Stagione regolare

### Classifica finale
| Pos. | Squadra            | Pt | G  | V  | N | P  | GF | GS | DR  |
| ---- | ------------------ | -- | -- | -- | - | -- | -- | -- | --- |
| 1.   | Melbourne Victory  | 53 | 27 | 15 | 8 | 4  | 56 | 31 | +25 |
| 2.   | Sydney FC          | 50 | 27 | 14 | 8 | 5  | 52 | 35 | +17 |
| 3.   | Adelaide Utd       | 46 | 27 | 14 | 4 | 9  | 47 | 32 | +15 |
| 4.   | Wellington Phoenix | 46 | 27 | 14 | 4 | 9  | 45 | 35 | +10 |
| 5.   | Melbourne City     | 35 | 27 | 9  | 8 | 10 | 36 | 41 | -5  |
| 6.   | Brisbane Roar      | 34 | 27 | 10 | 4 | 13 | 42 | 43 | -1  |
| 7.   | Perth Glory        | 50 | 27 | 14 | 8 | 5  | 45 | 35 | +10 |
| 8.   | C.C. Mariners      | 23 | 27 | 5  | 8 | 14 | 26 | 50 | -24 |
| 9.   | Western Sydney     | 18 | 27 | 4  | 6 | 17 | 29 | 44 | -15 |
| 10.  | Newcastle Jets     | 17 | 27 | 3  | 8 | 16 | 23 | 55 | -32 |

Legenda:

      Ammesse ai Play-off (Semifinali)
      Ammesse ai Play-off (Primo Turno)
Tre punti a vittoria, uno a pareggio, zero a sconfitta.
La classifica viene stilata secondo i seguenti criteri:
- Punti conquistati
- Differenza reti generale
- Reti totali realizzate
- Punti conquistati negli scontri diretti
- Differenza reti negli scontri diretti
- Minor numero di cartellini rossi ricevuti
- Minor numero di cartellini gialli ricevuti
- Sorteggio

## Fase finale

### Tabellone
|  | Primo turno | Primo turno        | Primo turno       |                   |           | Semifinali | Semifinali | Semifinali |  |  | Finale | Finale | Finale |  |
|  |             |                    |                   |                   |           |            |            |            |  |  |        |        |        |  |
|  |             |                    |                   |                   |           | 2          | Sydney FC  | 4          |  |  |        |        |        |  |
|  |             |                    |                   |                   |           | 2          | Sydney FC  | 4          |  |  |        |        |        |  |
|  |             |                    |                   | Adelaide United   | 1         |            |            |            |  |  |        |        |        |  |
|  | 3           | Adelaide United    | 2                 | Adelaide United   | 1         |            |            |            |  |  |        |        |        |  |
|  | 3           | Adelaide United    | 2                 |                   |           |            |            |            |  |  |        |        |        |  |
|  | 6           | Brisbane           | 1                 |                   |           |            |            |            |  |  |        |        |        |  |
|  | 6           | Brisbane           | 1                 |                   | Sydney FC | Sydney FC  | 0          |            |  |  |        |        |        |  |
|  |             |                    |                   |                   |           |            |            |            |  |  |        |        |        |  |
|  |             |                    | Melbourne Victory | Melbourne Victory | 3         |            |            |            |  |  |        |        |        |  |
|  |             |                    |                   | Melbourne Victory | 3         |            |            |            |  |  |        |        |        |  |
|  |             |                    |                   |                   |           |            |            |            |  |  |        |        |        |  |
|  |             |                    |                   |                   |           |            |            |            |  |  |        |        |        |  |
|  |             | 1                  | Melbourne Victory | 3                 |           |            |            |            |  |  |        |        |        |  |
|  |             |                    |                   | 3                 |           |            |            |            |  |  |        |        |        |  |
|  |             |                    |                   | Melbourne City    | 0         |            |            |            |  |  |        |        |        |  |
|  | 4           | Wellington Phoenix | 0                 | Melbourne City    | 0         |            |            |            |  |  |        |        |        |  |
|  | 4           | Wellington Phoenix | 0                 |                   |           |            |            |            |  |  |        |        |        |  |
|  | 5           | Melbourne City     | 2                 |                   |           |            |            |            |  |  |        |        |        |  |

## Statistiche e record

### Classifica marcatori
| Gol |  |  | Giocatore       | Squadra            |
| --- |  |  | --------------- | ------------------ |
| 16  |  |  | Marc Janko      | Sydney FC          |
| 13  |  |  | Besart Berisha  | Melbourne Victory  |
| 13  |  |  | Nathan Burns    | Wellington Phoenix |
| 12  |  |  | Andy Keogh      | Perth Glory        |
| 10  |  |  | Archie Thompson | Melbourne Victory  |
| 9   |  |  | Roy Krishna     | Wellington Phoenix |
| 9   |  |  | Jamie Maclaren  | Perth Glory        |
| 8   |  |  | Henrique        | Brisbane Roar      |
| 8   |  |  | Pablo Sánchez   | Adelaide Utd       |
| 8   |  |  | Shane Smeltz    | Sydney FC          |